# 伊沢まき子
伊沢 まき子（いざわ まきこ、1946年8月15日 - ）は、日本の陸上競技（短距離走）選手。山形県立高畠高等学校在学中、1964年東京オリンピックで女子200メートル競走に出場した。

## 経歴
山形県東置賜郡高畠町出身。小学校の運動会でメダルをもらったことがきっかけで陸上競技を始めたという。高畠第一中学校（現在の高畠町立高畠中学校）在学中、100m走で中学新記録を出す。
山形県立高畠高等学校2年生の時に、インターハイと国体で優勝。3年生の時、1964年東京オリンピックに女子200メートル競走に出場したが、予選通過は果たせなかった。同年の日本陸上競技選手権大会では200m走で優勝。
引退後は郷里高畠町で「つけものと手打ちそばの伊澤」の女将を務めるとともに、小中学生に陸上競技の指導を行い、南陽・東置賜地区学童陸上記録会が「伊澤まき子杯」として開催されるなど、地域のスポーツ振興に携わっている。